# Brigantin

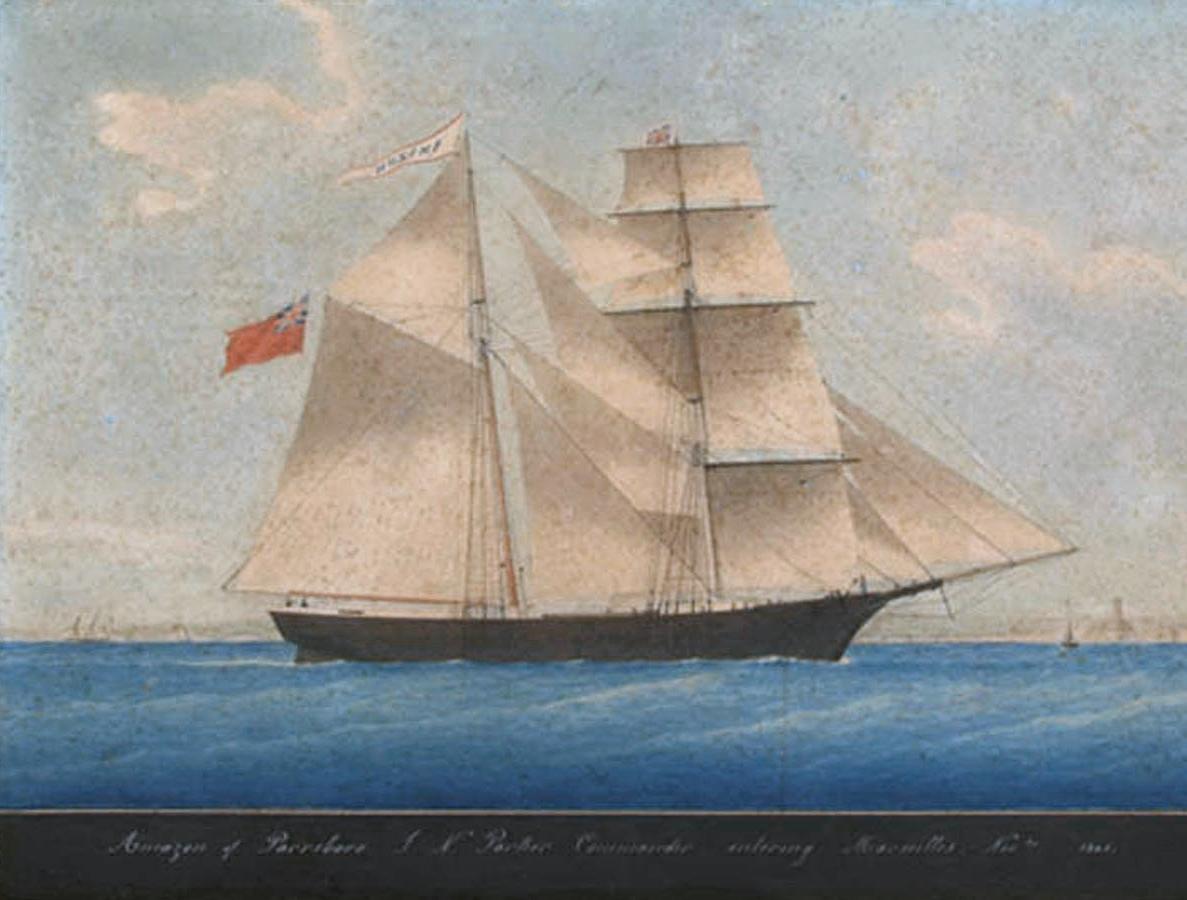
Brigantinen Amazon som senare fick namnet Mary Celeste.

Brigantin är ett litet tvåmastat segelfartyg med råsegel på den förliga masten och ett gaffelsegel på den aktre masten, kompletterat med ett trekantigt gaffeltoppsegel mellan gaffeln och masttoppen. Brigantinen har den aktre masten som stormast, i motsats till galeasen. Benämningen kommer ursprungligen från italienskans brigantino, som i sin tur härstammar från brigante, sjörövare, efter briga som betyder strid. 
Definitionen på en brigantin varierar något både genom tiden och geografiskt. Den liknande briggen har fått sitt namn av engelskans brig, som bara är en förkortning av brigantine, men anses i Norden skilja sig från brigantinen genom att den för råsegel på bägge masterna. I allmänhet har fartyg som kallats brigantiner också varit något mindre än briggar. I England och Frankrike är sjöfarare av olika ålder och hemort oense om vad som egentligen är skillnaden.
Benämningen brigantin finns i dokument från 1400-talet för denna typ av fartyg, men förefaller ha använts ännu tidigare bland italienska sjömän för turkiska galärer som förekom i deras farvatten.